# Rinbudhoo
Rinbudhoo är en ö i Södra Nilandheatollen i Maldiverna.  Den ligger i administrativa atollen Dhaalu, i den centrala delen av landet, 155 km sydväst om huvudstaden Malé.